# FC Oxford Hemiksem

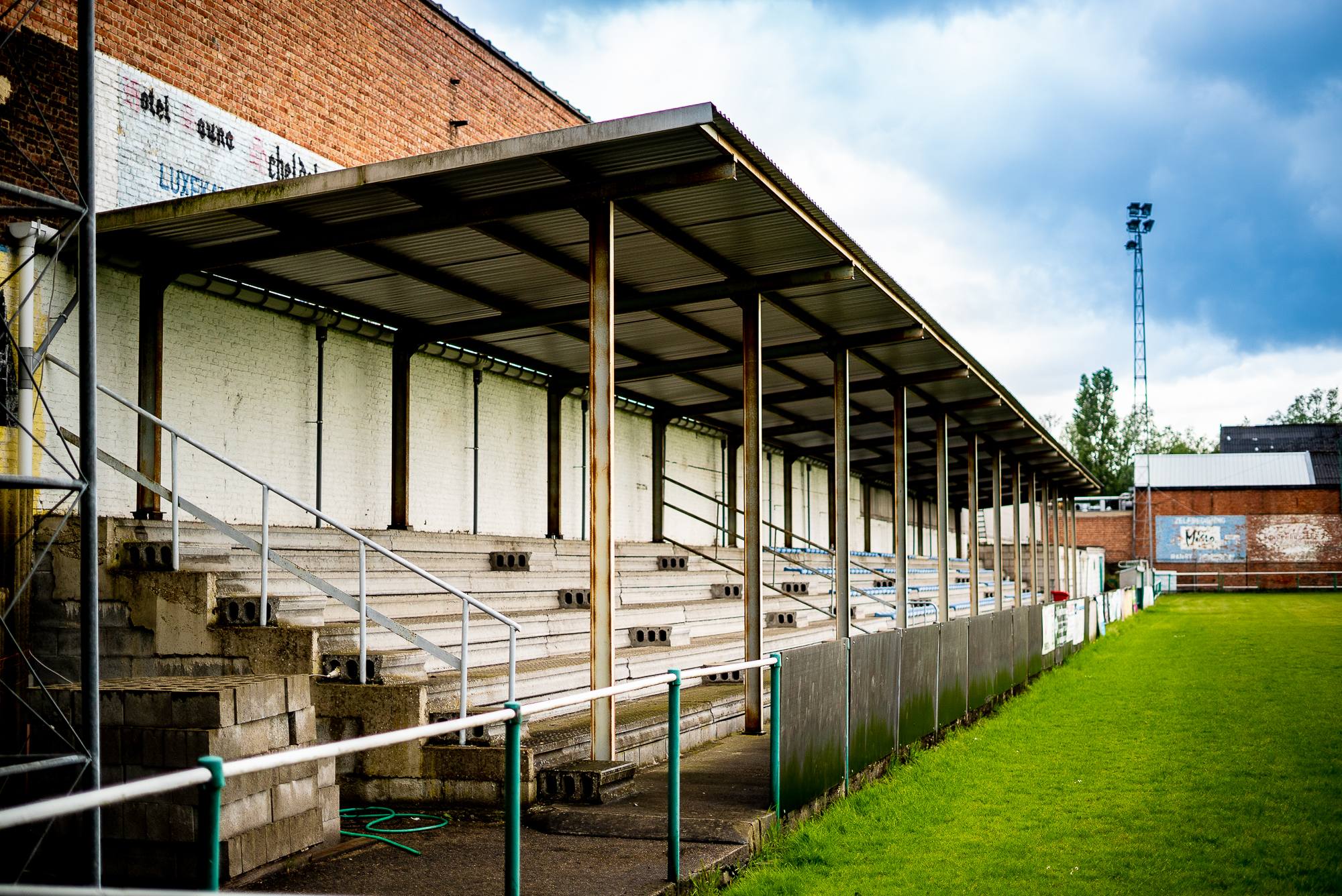
De thuisbasis van FC Oxford Hemiksem aan het Rode-Kruisplein.

FC Oxford Hemiksem is een Belgische voetbalclub uit Antwerpse Hemiksem. De club is opgericht op 15 januari 1915.
De amateurclub uit de Rupelstreek dwong de promotie af naar derde provinciale tijdens het seizoen 2019-2020. Tijdens het seizoen 2022-2023 werd een mooi seizoen net niet verzilverd met een promotie, na de blessure van topschutter Antonio Munoz Herrera en het vertrek van assistent coach Matthias Schaessens degradeerde de club opnieuw naar vierde provinciale tijdens het seizoen 2023-2024. Vanaf het seizoen 2024-2025 zal de kaart van de jeugd worden getrokken onder leiding van coach Mo Hammadi.

## Geschiedenis
Op 15 januari 1915 werd S.F.C. Oxford opgericht door de heren Jef Tersago, Julien De Saer, Isidoor Calluy en August en Henri Van Aerschot.
Een van de hoogtepunten uit de roemrijke geschiedenis van de club was de titel in 1932, waar Louis Van Nimmen en zijn ploegmaats Kampioen van België werden in het toenmalig Socialistisch Voetbalverbond.
In de jaren zeventig scoorde Oxford’s topschutter aller tijde Melchior Collier meer dan 1.200 doelpunten voor het eerste eftal.
Het terrein aan de Schelleakker was de thuisbasis van de club. Deze grond was eerst ontgonnen als kleiput en die putten werden later dan weer volgestort. Ondertussen is de locatie op de Schelleakker in 2014 volledig afgebroken en vervangen door een woonwijk. De club verhuisde toen naar de huidige terreinen aan het Rode Kruisplein.